# Jeon Mi-ra
Jeon Mi-ra (kor. 전미라; * 6. Februar 1978 in Gunsan) ist eine ehemalige südkoreanische Tennisspielerin.

## Karriere
Jeon Mi-ra, die im Alter von neun Jahren mit dem Tennissport begann, gewann in ihrer Tenniskarriere insgesamt einen WTA-Titel im Doppel sowie sieben Einzel- und zwölf Doppeltitel bei ITF-Turnieren.
Für die südkoreanische Fed-Cup-Mannschaft trat sie zwischen 1996 und 2004 zu 13 Partien an, bei denen sie acht Siege für ihr Team beisteuern konnte.

## Turniersiege

### Doppel
| Nr. | Datum           | Turnier | Kategorie   | Belag     | Partnerin      | Finalgegnerinnen              | Ergebnis      |
| --- | --------------- | ------- | ----------- | --------- | -------------- | ----------------------------- | ------------- |
| 1   | 3. Oktober 2004 | Seoul   | WTA Tier IV | Hartplatz | Cho Yoon-jeong | Chuang Chia-jung Hsieh Su-wei | 6:3, 1:6, 7:5 |